# NGC 4760
NGC 4760 је елиптична галаксија у сазвежђу Девица која се налази на NGC листи објеката дубоког неба.
Деклинација објекта је - 10° 29' 41" а ректасцензија 12h 53m 7,2s. Привидна величина (магнитуда) објекта NGC 4760 износи 11,6 а фотографска магнитуда 12,6. Налази се на удаљености од 54,661 милиона парсека од Сунца. NGC 4760 је још познат и под ознакама MCG -2-33-41, PGC 43763.